# Munna hentyi
Munna hentyi is een pissebed uit de familie Munnidae. De wetenschappelijke naam van de soort is voor het eerst geldig gepubliceerd in 1984 door Poore.